# Klinična farmacija
Klínična farmacíja je veja farmacije, ki vključuje aktivnosti in storitve farmacevta za racionalno in optimalno uporabo zdravil za izboljšanje zdravstvenih izidov. Po svoji vsebini je koncept klinične farmacije podoben konceptu farmacevtske skrbi. Klinični farmacevti lahko svoje storitve izvajajo tako v bolnišnicah kot tudi v
lekarnah, domovih starejših občanov ter drugih ustanovah, kjer se predpisujejo in uporabljajo zdravila.
Poglavitne aktivnosti klinične farmacije so:
- doseganje maksimalnga učinka zdravil oziroma uporaba najučinkovitejšega zdravila pri določenem bolniku,
- doseganje minimalnega tveganja za pojav neželenih učinkov, ki bi jih lahko povzročilo zdravljenje, ter spremljanje poteka zdravljenja in bolnikove sodelovalnosti,
- stremeti k čim manjšemu finančnemu bremenu zdravljenja (tako za paciente kot za zdravstveni sistem) z izborom najustreznejše alternative med zdravili za čim večje število pacientov.